# Miologie
Miologia este partea anatomiei care are ca obiect studiul mușchilor și al tuturor formațiunilor anexate lor.
Miologia generală descrie particularitățile generale ale mușchilor și activitatea lor biomecanică în cadrul aparatului locomotor. Miologia specială descrie în mod sistematic fiecare mușchi în parte, în ordinea grupării lor pe segmente corporale.